# Warchau
Warchau är en ortsteil i kommunen Brandenburg i Landkreis Potsdam-Mittelmark i förbundslandet Brandenburg i Tyskland. Warchau var en kommun fram till den 31 december 2001 när den uppgick i Rosenau. Warchau hade 261 invånare 1996.